# أل نيكولز
أل نيكولز (بالإنجليزية: Al Nichols)‏ هو لاعب كرة قاعدة أمريكي، ولد في 14 فبراير 1852 في ورسستر في المملكة المتحدة، وتوفي في 18 يونيو 1936 في Richmond Hill, Queens ‏ في الولايات المتحدة.

## وصلات خارجية
- أل نيكولز على موقعبيزبول رفرنس.كوم (الدوري الرئيسي) (الإنجليزية)
- أل نيكولز على موقعبيزبول رفرنس.كوم (الدوري الثانوي) (الإنجليزية)